# 班公湖水上中隊
班公湖水上中队，全称中国人民解放军西藏阿里军分区班公湖水上中队，被軍迷和所屬官兵暱稱為西海舰队，是中国边防巡逻艇中队，隶属于中国人民解放军陆军船艇部队，主要负责边境要塞的物资运送与油料补给以及班公错的边防巡逻。驻扎在此的官兵戏称自己的部队是中国的“第四大舰队”（另外三大舰队是北海舰队、东海舰队、南海舰队）。

## 历史沿革
班公湖水上中队的前身是东海舰队舟山群岛的水上交通中队，1962年，中国从东海舰队抽调了一支整建制的舰艇分队调往班公湖。该支舰队现时的主力为928D型边防巡逻艇，巡逻艇配备导航、通讯等设备，同时也设有机枪等武器。

## 中印边境冲突
2020年5月2日，中国与印度军队因边境界线问题爆发斗殴事件，紧张态势不断升级。5日和9日，双方在拉达克地区班公错湖及锡金中印实际控制线（LAC）一带发生互殴、丢掷石块等大规模斗殴事件。冲突导致造成5名印军士兵傷亡及7名中国军队士兵受伤。19日，双方谈判破裂。对此，印度调兵进驻战备地区，而中国解放军也重兵集结，并将水上中隊调往冲突地区。
6月6日，中印双方军事指挥官在边境村庄久舒尔附近举行了会晤。7日，印度外交部称，中印双方已从喜马拉雅山边界的紧张冲突中作出退让，并承诺通过外交以及军事管道解决领土争端问题。不过，印度外交部的声明并未透露久舒尔会谈的细节，但使用了和解的语气，称两国将继续通过长期建立起来的军事和政治沟通管道进行谈判。这份声明称，中印双方同意按照各种双边协议和平解决边界地区的局势，并遵守两国领导人之间的协议——印中边界地区的和平与安宁对双边关系的全面发展至关重要。
6月15日晚，印军與中方发生激烈冲突，造成了印方多人死亡和受伤。

## 轶事
由于地处中国大陆的西端，水上中队官兵自取外号为“西海舰队”，2020年边境冲突后，媒体与网民大多使用“西海舰队”的称谓而很少使用“班公湖水上中队”的正式名称，有媒体误以为“西海舰队”是水上中队的正式名称。